# Konrad von Preysing
Johann Konrad Maria Augustin Felix, Graf von Preysing Lichtenegg-Moos (30 d'agost de 1880 - 21 de desembre de 1950) va ser un prelat alemany de l'Església Catòlica Romana. Considerada una figura important en la resistència catòlica al nazisme, va servir com a bisbe de Berlín des de 1935 fins a la seva mort, i va ser elevat al Col·legi Cardenalici el 1946 pel papa Pius XII.

## Joventut i ordenació
Preysing va néixer al castell de Kronwinkel, prop de Landshut, fill de Kaspar von Preysing i la seva esposa, Hedwig von Walterskirchen. Els seus germans, Albert i Joseph, també es van convertir en sacerdots. Preysing va assistir a un gymnasium de Landshut abans d'entrar a la Universitat de Múnic el 1898. Després d'estudiar a la Universitat de Würzburg del 1901-02, va abandonar la carrera diplomàtica per l'eclesiàstica. Va obtenir el seu doctorat en teologia el 1913 per la Facultat Teològica d'Innsbruck, on havia ingressat el 1908. Preyssing va ser ordenat al sacerdoci el 29 de juliol de 1912.

## Secretari del cardenal
Va ser secretari privat del cardenal Franziskus von Bettinger, l'arquebisbe de Múnic i Freising, fins a 1916. Com a secretari del cardenal, va assistir al conclave papal de 1914 que va triar el Papa Benet XV. Preysing va fer tasca pastoral a l'arxidiòcesi de Múnic i Freising des de 1916 fins a 1932. Va ser fet canonge del capítol de la catedral l'1 d'abril de 1928 i camarlenc honorari de la sa santedat el 15 de maig de 1914.

## Període nazi

### Bisbe
El 9 de setembre de 1932, Preysing va ser nomenat bisbe d'Eichstätt pel papa Pius XI. Va rebre la seva consagració episcopal el 28 d'octubre següents de mans de l'arquebisbe Jacobus von Hauck, amb els bisbes Matthias Ehrenfried i Sigmund Ow-Felldorf com a co-consagradors a Eichstätt. Més tard va ser nomenat bisbe de Berlín el 5 de juliol de 1935, i es va instal·lar com a tal el 31 d'agost següent.

### Resistència al nazisme
El 1933, Adolf Hitler va ser nomenat canceller d'Alemanya. Un oponent sever del règim nazi, va dir: «Hem caigut en mans de criminals i bojos» quan el partit va arribar al poder. Preysing va ser una dels membres de l'alta jerarquia catòlica que s'oposà als nazis de manera més ferma i consistent, sent odiat per Hitler, qui va dir que «els més fètids de la carronya són aquells que venen vestits amb la capa de la humilitat i el més fosc és aquest comte Preysing Què bèstia!".
Von Preysing es va oposar a les actituds d'apaivagament del cardenal Adolf Bertram cap als nazis. En va parlar en els sermons públics i va argumentar el cas per una ferma oposició a les conferències episcopals. Va intentar bloquejar el tancament nazi d'escoles catòliques i detencions de membres de l'Església. A principis de 1937, la jerarquia de l'església a Alemanya, que inicialment havia intentat cooperar amb el nou govern, s'havia desil·lusionat. Al març, el Papa Pius XI va publicar l'encíclica Mit brennender Sorge ("Amb preocupació ardent"). El Papa va afirmar la inviolabilitat dels drets humans i va expressar la seva profunda preocupació per la disputa del règim nazi del concordat del Reich de 1933, el seu maltractament als catòlics i l'abús dels valors cristians. Va acusar al govern d'una «hostilitat sistemàtica cap a l'Església» i de sembrar «hostilitat fonamental secreta i oberta a Crist i la seva Església». Preysing va formar part de la comissió de cinc membres que va preparar l'encíclica anti-nazi.
El 1938, Preysing es va convertir en un dels cofundadors de Hilfswerk beim Bischöflichen Ordinariat Berlin (Oficina de Benestar de l'Oficina de la Diòcesi de Berlín). Va estendre la seva atenció als jueus batejats i no batejats i va protestar contra el programa d'eutanàsia nazi. El 1940, Preysing va ordenar que s'oferissin oracions en totes les esglésies de la diòcesi per trenta clergues de l'Església confessant que havien estat detinguts a Prússia. Mentre que Preysing estava protegit contra la represàlia nazi per la seva posició, el seu administrador de la catedral i confident Bernard Lichtenberg, no ho estava. Lichtenberg havia servit a la catedral de Santa Eduvigis des de 1932, i va estar sota la vigilància de la Gestapo des de 1933, pel seu suport a presoners i jueus. Es va convertir en confident del bisbe von Preysing a partir de 1935. Dirigí la unitat d'assistència de Preysing, el Hilfswerke beim Bischöflichen Ordinariat Berlin, que en secret va donar assistència a aquells que eren perseguits pel règim. A partir de 1938, Lichtenberg va oferir oracions per als jueus i altres reclusos dels camps de concentració, incloent «els meus companys sacerdots allà». Per predicar contra la propaganda nazi i per escriure una carta de protesta contra l'eutanàsia nazi, va ser arrestat el 1941, sentenciat a dos anys de servitud penal i va morir en el camí al camp de concentració de Dachau el 1943.
Després de l'arrest de Lichtenberg, Margarete Sommer va informar al bisbe Preysing. Mentre treballava per a l'Oficina del Benestar Social, Sommer va coordinar l'ajuda catòlica per a les víctimes de la persecució racial, donant confort espiritual, menjar, vestimenta i diners. Va recollir informació sobre les deportacions dels jueus i les condicions de vida als camps de concentració, així com als escamots d'execució de la Schutzstaffel, i va escriure diversos informes sobre aquests temes a partir de 1942.
A una carta de gener del 1941 del bisbe von Preysing al Papa Pius XII indicava que era conscient de la terrible situació dels jueus europeus i que havia estat buscant ajuda de la Santa Seu sobre la qüestió. En un sermó de març de 1941, Preysing va reafirmar l'oposició de Pius XII a la matança dels malalts per una motivació econòmica o eugenèsica.
Preysing també va treballar amb els principals membres de la resistència Carl Goerdeler i Helmuth James Graf von Moltke. Les cartes pastorals d'Advent de 1942 i 1943 sobre la naturalesa dels drets humans reflectien la teologia anti-nazi de la Declaració Barmen de la Confessió de l'Església, que va ser transmesa en alemany per la BBC. Preysing va tenir contacte amb el grup de la resistència alemanya del Cercle de Kreisau. Preysing més tard va admetre que Hans Globke s'havia convertit en un funcionari del Ministeri de l'Interior a través de l'episcopat alemany per servir com a agent de la resistència alemanya. En 1944, Preysing es va reunir i va donar la benedicció a Claus von Stauffenberg, al capdavant del Complot de juliol per assassinar Hitler, i va parlar amb el líder de la resistència sobre si la necessitat d'un canvi radical podria justificar el tiranicidi. Malgrat l'oposició oberta de Preysing, els nazis no es van atrevir a arrestar-lo i, diversos mesos després del final de la guerra, va ser creat cardenal pel papa Pius XII.

## Període de postguerra

### Cardenal
El papa Pius XII el va crear el cardenal prevere de S. Agata de' Goti en el consistori del 18 de febrer de 1946; Angelo Roncalli, el nunci a França, va proporcionar al bisbe els diners per al viatge a Roma. En la cerimònia, quan un nou cardenal va comentar que els seus barrets vermells serien suspesos en les seves catedrals després de la seva mort, Preysing va respondre: «Sa Eminència oblida que no tinc sostre», ja que la catedral de Santa Eduvigis havia estat bombardejada durant la II Guerra Mundial.

### Anticomunista
Va denunciar el Front Nacional Comunista de l'Alemanya Oriental, que posteriorment el va anomenar un "gladiador de l'imperialisme nord-americà ".

## Mort
Preysing va morir a Berlín als 70 anys. Va ser enterrat al cementiri de la catedral de Santa Eduvigis el 28 de desembre de 1950, però les seves restes van ser transferides posteriorment a la cripta de la Catedral de Santa Eduvigis el 12 de febrer de 1968.